# Streymnes
Streymnes (duń. Strømnæs) – miejscowość, położona na wyspie Streymoy, należącej do archipelagu Wysp Owczych, duńskiego terytorium zależnego położonego na Morzu Norweskim.

## Podział administracyjny
Dawniej osada należała do gminy Hvalvík, do roku 2005. Obecnie,
administracyjnie, leży w gminie Sunda, będącej częścią 2 regionów: Eysturoy i Streymoy.

## Historia
Założono ją w XVI wieku. Nieopodal, w miejscu zwanym, Gjanoyri znajdowała się norweska stacja wielorybnicza, istniejąca w latach 1893–1927. Było to pierwsze miejsce tego typu na Wyspach Owczych, drugą Norwegowie założyli w Lopra. 

## Położenie
Miejscowość leży w północnej części wyspy Streymoy, nad cieśniną Sundini, w dolinie Skansunardalur. Blisko, na północ od Streymnes znajduje się wzniesienie Rossafelli (453 m n.p.m.). Tuż obok niej leży osada Hvalvík, oddzielona rzeką Stóra. Razem, te 2 osady mają obecnie (I 2015 r.) 494 mieszkańców. Najbliższą miejscowością, leżącą na północ od Streymnes, jest malutka osada Nesvík, posiadająca w styczniu 2015, zaledwie 1 stałego mieszkańca.

## Populacja
Streymnes, jest osadą, która przeżywała dość gwałtowne zmiany liczby ludności od roku 1985. Wtedy mieszkały tam 164 osoby, a w następnych latach liczba ta wzrosła do 183 w roku 1987. Od tamtej pory jednak widoczne jest stopniowy odpływ ludności zamieszkującej tę miejscowość, który swoje apogeum osiągnął w latach kryzysu gospodarczego na Wyspach Owczych, a więc w latach 1994–1995, gdy liczba żyjących tam ludzi spadła poniżej 140. Następne lata i łatwy dojazd do Tórshavn, stolicy archipelagu sprawiły, że populacja znów stała się liczniejsza. Szczególny wzrost nastąpił w roku 2008, kiedy ze 182 liczba mieszkańców podniosła się do 205. Począwszy od roku 2007, notuje się nieregularny, aczkolwiek stały wzrost populacji. W roku 2015 osada osiągnęła rekordową liczbę ludności, w styczniu mieszkało tam 263 ludzi.